# Marsdenia brunnea
Marsdenia brunnea är en oleanderväxtart som beskrevs av P.I. Forster. Marsdenia brunnea ingår i släktet Marsdenia och familjen oleanderväxter. Inga underarter finns listade i Catalogue of Life.